# داميان آدم
داميان آدم (بالفرنسية: Damien Adam) هو سياسي فرنسي، ولد في 28 يونيو 1989 في أورليان في فرنسا. حزبياً، نشط في الجمهورية إلى الأمام!. وقد انتخب نائب فرنسي عن دائرة Seine-Maritime's 1st constituency ‏ وقد انضم خلال فترته النيابية ‏ (21 يونيو 2017 – )  للكتلة البرلمانية تكتل الجمهورية على الدرب ‏.